# Bakhyt Sarsekbayev
Bakhyt Abdirakhmanovich Sarsekbayev (em cazaque: Бахыт Абдирахманович Сарсекбаев, Almaty, 29 de novembro de 1981) é um boxista cazaque que representou seu país nos Jogos Olímpicos de Verão de 2008, realizados em Pequim, na República Popular da China. Competiu na categoria meio-médio onde conseguiu a medalha de ouro após vencer a luta final contra o cubano Carlos Banteux por pontos (18–9).